# Kotlin
Kotlin (Ко́тлин) — кроссплатформенный, статически типизированный, объектно-ориентированный язык программирования, работающий поверх Java Virtual Machine и разрабатываемый компанией JetBrains. Также компилируется в JavaScript и в исполняемый код ряда платформ через инфраструктуру LLVM. 
Авторы ставили целью создать язык более лаконичный и типобезопасный, чем Java, и более простой, чем Scala. Следствием упрощения по сравнению со Scala стали также более быстрая компиляция и лучшая поддержка языка в IDE. Язык полностью совместим с Java, что позволяет Java-разработчикам постепенно перейти к его использованию; в частности, язык также встраивается в Android, что позволяет для существующего Android-приложения внедрять новые функции на Kotlin без переписывания приложения целиком.

## История

2D-изображение маскота Kotlin

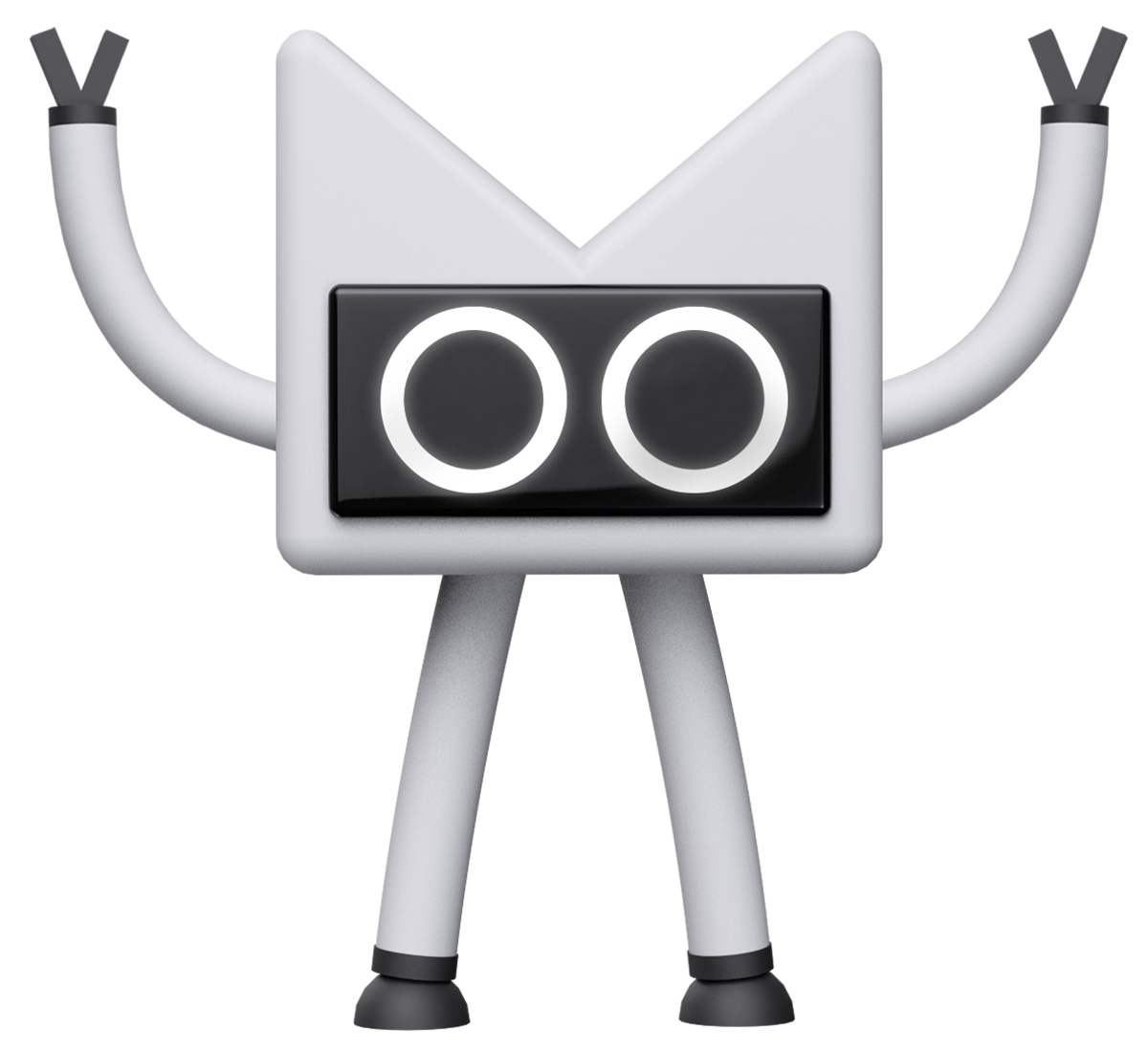
3D-изображение маскота Kotlin

### Название
Язык назван в честь российского острова Котлин в Финском заливе, на котором расположен город Кронштадт. Андрей Бреслав, бывший ведущий дизайнер Kotlin, упомянул, что команда решила назвать его в честь острова, так же как язык программирования Java был назван в честь индонезийского острова Ява (есть мнение, что название языка было навеяно «java» — американским сленговым термином для кофе, который сам по себе происходит от названия острова).

### Разработка
Язык разрабатывается с 2010 года под руководством Андрея Бреслава, представлен общественности в июле 2011. В феврале 2012 года JetBrains открыла исходный код проекта под лицензией Apache 2. Тогда же в феврале был выпущен milestone 1, включающий плагин для IDEA, в июне — milestone 2 с поддержкой Android, в декабре — milestone 4, включающий, в частности, поддержку Java 7. Компания JetBrains надеялась, что новый язык будет способствовать продажам IntelliJ IDEA.
Kotlin 1.0 был выпущен 15 февраля 2016 года. Он считается первым официально стабильным релизом и начиная с этой версии, JetBrains взяла на себя обязательство по долгосрочной обратной совместимости.
В мае 2017 на Google I/O 2017 года компания Google объявила, что инструменты языка Kotlin, основанные на JetBrains IDE, будут включены в Android Studio 3.0 — официальный инструмент разработки для ОС Android.
Kotlin 1.2 был выпущен 28 ноября 2017 года. В релиз добавлена функция совместного использования кода между платформами JVM и JavaScript (мультиплатформенное программирование).
Kotlin 1.3 был выпущен 29 октября 2018 года, добавив поддержку сопрограмм для использования с асинхронным программированием.
На Google I/O 2019 было объявлено, что язык программирования Kotlin стал приоритетным в разработке под Android.
Kotlin 1.4 был выпущен в августе 2020 года, в том числе с некоторыми небольшими изменениями в поддержке платформ Apple (во взаимодействии Objective-C / Swift).
В ноябре 2020 года Андрей Бреслав объявил об уходе из JetBrains, руководство разработкой языка было передано Роману Елизарову.
Kotlin 1.5 был выпущен в мае 2021 года.
Kotlin 1.6 был выпущен в ноябре 2021 года.
Kotlin 1.7 был выпущен в июне 2022 года, включая альфа-версию нового компилятора Kotlin K2. 
Kotlin 1.8 был выпущен в декабре 2022 года. 
Kotlin 1.9 был выпущен в июле 2023 года. 
Kotlin 2.0 был выпущен в мае 2024 года.

## Синтаксис
Синтаксис языка преимущественно комбинирует наследство из двух языковых ветвей: Cи/C++/Java и ML (по словам создателей, через Scala).
Из наиболее характерных элементов от первой ветви унаследованы блоки кода, обрамлённые фигурными скобками; а от второй — постфиксное указание типов переменных и параметров (сперва идентификатор, затем разделитель — двоеточие, и затем тип) и ключевые слова «fun» и «val». Точка с запятой как разделитель операторов необязательна (как в Scala, Groovy и JavaScript); в большинстве случаев перевода строки достаточно, чтобы компилятор понял, что выражение закончилось.
Кроме объектно-ориентированного подхода, Kotlin также поддерживает процедурный стиль с использованием функций. Как и в Си, C++ и D, точка входа в программу — функция main, принимающая массив параметров командной строки. Программы на Kotlin также поддерживают perl- и shell-стиль интерполяции строк (переменные, включённые в строку, заменяются на своё содержимое). Также поддерживается вывод типов.

## Примеры кода
```
fun
 
main
()
 
{

  
val
 
scope
 
=
 
"world"

  
println
(
"Hello, 
$
scope
!"
)

}

```

```
fun
 
sayHello
(
maybe
:
 
String?
,
 
neverNull
:
 
Int
)
 
{

   
// use of elvis operator

   
val
 
name
:
 
String
 
=
 
maybe
 
?:
 
"stranger"

   
println
(
"Hello 
$
name
"
)

}

```

```
  
// returns null if foo is null, or bar() returns null, or baz() returns null

  
foo
 
?.
 
bar
()
 
?.
 
baz
()

```